# Back to the Primitive (singolo)
Back to the Primitive è il terzo singolo del gruppo alternative metal Soulfly, pubblicato nel 2002.

## Tracce
1. Back to the Primitive - 4:01
2. Terrorist (Total Destruction mix) - 4:39 - (con Tom Araya)
3. Back to the Primitive (Dub Shit Up mix) - 4:35

- Back to the Primitive (video)

## Formazione
- Max Cavalera - voce, chitarra
- Mikey Doling - chitarra
- Marcello D. Rapp - basso
- Joe Nunez - batteria